# Авксеньково
 Авксеньково (также Аксентьево, Аксеньково или Авксентьево) — опустевшая деревня в Ильинском районе Ивановской области. Входит в состав Аньковского сельского поселения.

## География
Находится в западной части Ивановской области на расстоянии приблизительно 15 км на восток по прямой от районного центра села Ильинское-Хованское.

## История
До 1829 года в селе существовала церковь, после упразднения которой, сельцо стало относиться к приходу Христорождественской церкви села Рождествено. Нанесена была на карту еще 1840 года. В 1859 году здесь (тогда деревня в составе Суздальского уезда Владимирской губернии) было учтено 9 дворов. На 1860 год сельцо было владельческим имением Екатерины Петровны Боровитиновой.

## Население
Постоянное население составляло 93 человека (1859 год), 1 в 2002 году (русские 100 %), 0 в 2010.